# Боу (река)
Боу (на английски: Bow River) е река в Канада, провинции Албърта, лява съставяща на река Саут Саскачеван. Река Боу се приема за начало на река Нелсън, вливаща се в Хъдсъновия залив. Дължината ѝ от 587 km ѝ отрежда 49-о място в Канада.
Река Ред Дир извира ледника Боу в Скалистите планини, национален парк „Банф“ на около 2500 m н.в. Преминава през езерото Боу на 1958 m н.в. и се насочва на югоизток. Протича през езерото Медисън ІІІ, завива на изток, тече край градовете Банф, Канмор и Кокран и достига до град Калгари, където излиза от планините и навлиза в канадските прерии.
От там реката продължава в източна, а след град Басано в югоизточна посока и на 74 km западно от град Медисън Хат се съединява отдясно с река Олдман, като образува река Саут Саскачеван.
Площта на водосборния басейн на Боу е 26 200 km2, което представлява 17,9% от водосборния басейн на река Саут Саскачеван. По големите ѝ притоци са: леви – Джонстън Крийк, Каскейд, Кананаскис; десни – Спрай, Елбоу, Хайуд.
Многогодишният среден дебит при устието ѝ е 129 m3/s. Максималният отток на реката е през юни-юли – 1640 m3/s, а минималния през февруари-март – 3 m3/s. Главно снегово подхранване. От края на ноември до средата на април замръзва.
По-големите селища по течението на Боу са:
- Банф (7584 жители)
- Канмор (12 288 жители)
- Кокран (320 000 жители)
- Калгари (1 096 835 жители, най-големия град на провинция Албърта и трети в Канада)
- Басано (1282 жители)

По течението на река Боу са изградени два язовира – Гост и Басано, които се използват главно за напояване, но и за производство на електроенергия от построените ВЕЦ-ве. В средното и долното си течение реката масово се използва за напояване, като от нея вляво и вдясно излизат десетки напоителни канали. Построен е и голям канал, чрез който се прехвърля вода от Боу в река Литъл Боу, ляв приток на река Олдман.
От град Басано, покрай цялото течение на реката, почти до изворите ѝ преминават трансканадската автомагистрала №1 и трансканадската жп линия Монреал – Ванкувър.
Река Боу е открита през 1751 г. от френски трапери, а в края на 1780-те години е картирана от Дейвид Томпсън, геодезист към компанията „Хъдсън Бей“, занимаваща се с търговия на ценни животински кожи.